# 4132 Bartók
4132 Bartók là một tiểu hành tinh vành đai chính với chu kỳ quỹ đạo là 1365.4261580 ngày (3.74 năm).
Nó được phát hiện ngày 12 tháng 3 năm 1988.